# 赵光君
赵光君（1963年6月—），男，汉族，吉林九台人，中华人民共和国政治人物，曾任浙江省司法厅厅长、中共金华市委书记。现任浙江省人大常委会副主任。